# Hüftdysplasie des Hundes
Die Hüftdysplasie oder Hüftgelenksdysplasie des Hundes (HD) ist eine Fehlentwicklung des Hüftgelenks. Betroffen sind sämtliche Hunderassen, wobei großwüchsige Rassen das Krankheitsbild besonders häufig ausbilden. Erstmals diagnostiziert wurde sie am Deutschen Schäferhund und wird daher fälschlicherweise hauptsächlich mit dieser Rasse in Verbindung gebracht, obwohl mittlerweile andere Rassen stärker betroffen sind. Die Häufigkeit des Vorkommens (Prävalenz) kann je nach Rasse bis über 50 Prozent betragen. Auch bei Hauskatzen kann die Hüftdysplasie auftreten, besonders unter Maine-Coon-Katzen.
Die HD ist zu großen Teilen genetisch bedingt (die Heritabilität liegt zwischen 20 und 40 Prozent), weshalb viele Zuchtverbände die HD-Freiheit zur Zuchtzulassung fordern. Da falsche Ernährung und Haltung die Ausprägung und das Fortschreiten der Krankheit begünstigen können, handelt es sich um ein multifaktorielles (von vielen Faktoren abhängiges) Geschehen. Klinisch zeigt sich die HD in zunehmender Bewegungseinschränkung und Schmerzhaftigkeit, die infolge der krankhaften Umbauprozesse am Hüftgelenk (Hüftgelenksarthrose) entstehen. Im fortgeschrittenen Stadium kann nur die Entfernung des Hüftgelenks mit oder ohne Einsetzen eines künstlichen Hüftgelenks eine deutliche Verbesserung herbeiführen. Ist dies nicht möglich, lässt sich durch eine dauerhafte Schmerztherapie häufig lange eine ausreichende Lebensqualität aufrechterhalten.

## Symptome und Diagnostik

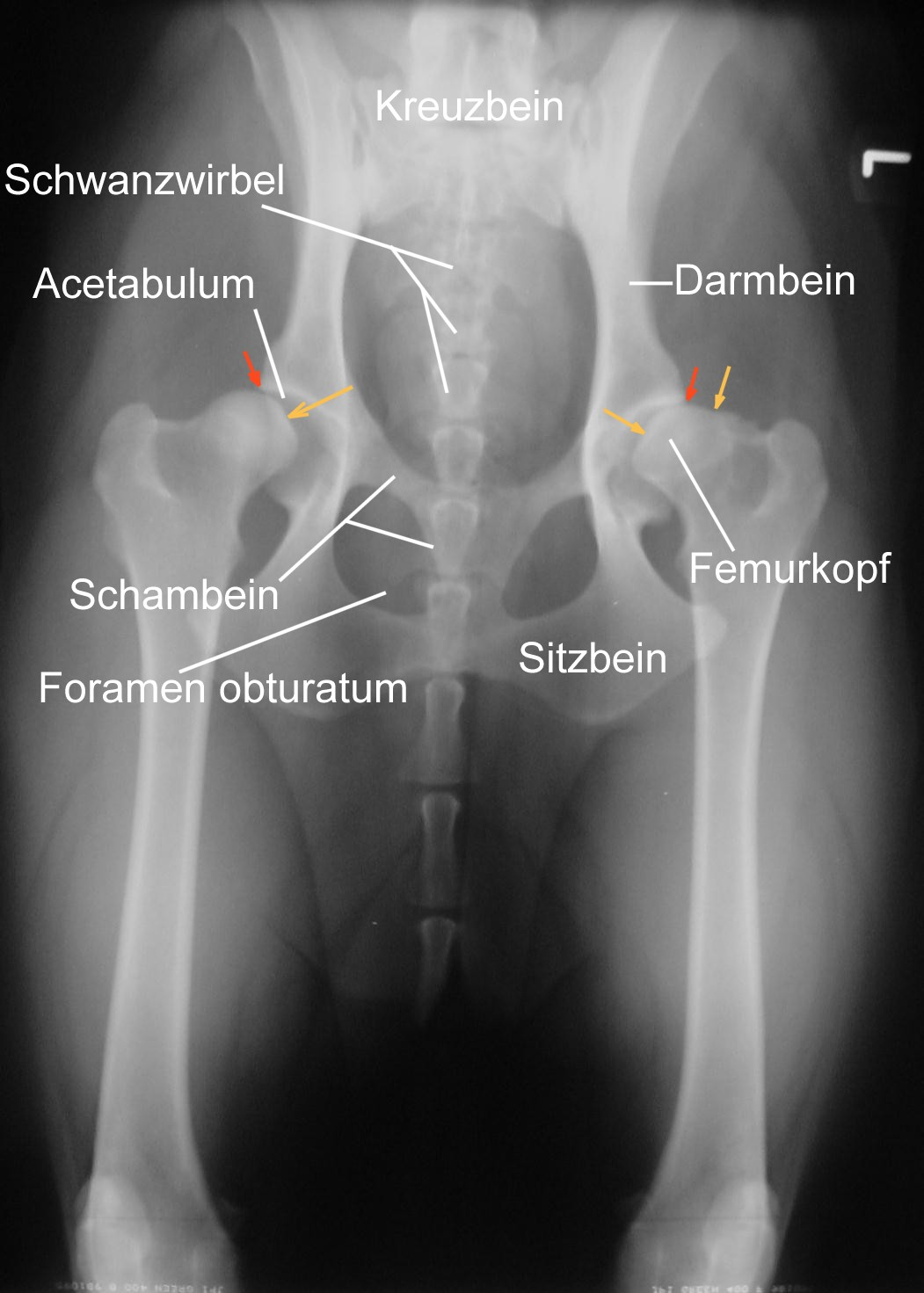
Röntgenaufnahme einer HD beim Hund. Der Femurkopf ist bereits subluxiert, das Acetabulum (Hüftgelenkspfanne) umgreift ihn nicht mehr (rote Pfeile). Die Femurköpfe zeigen Abweichungen von der Halbkugelform (gelbe Pfeile); rechts im Bild sind deutliche arthrotische Veränderungen des Femurkopfes erkennbar.

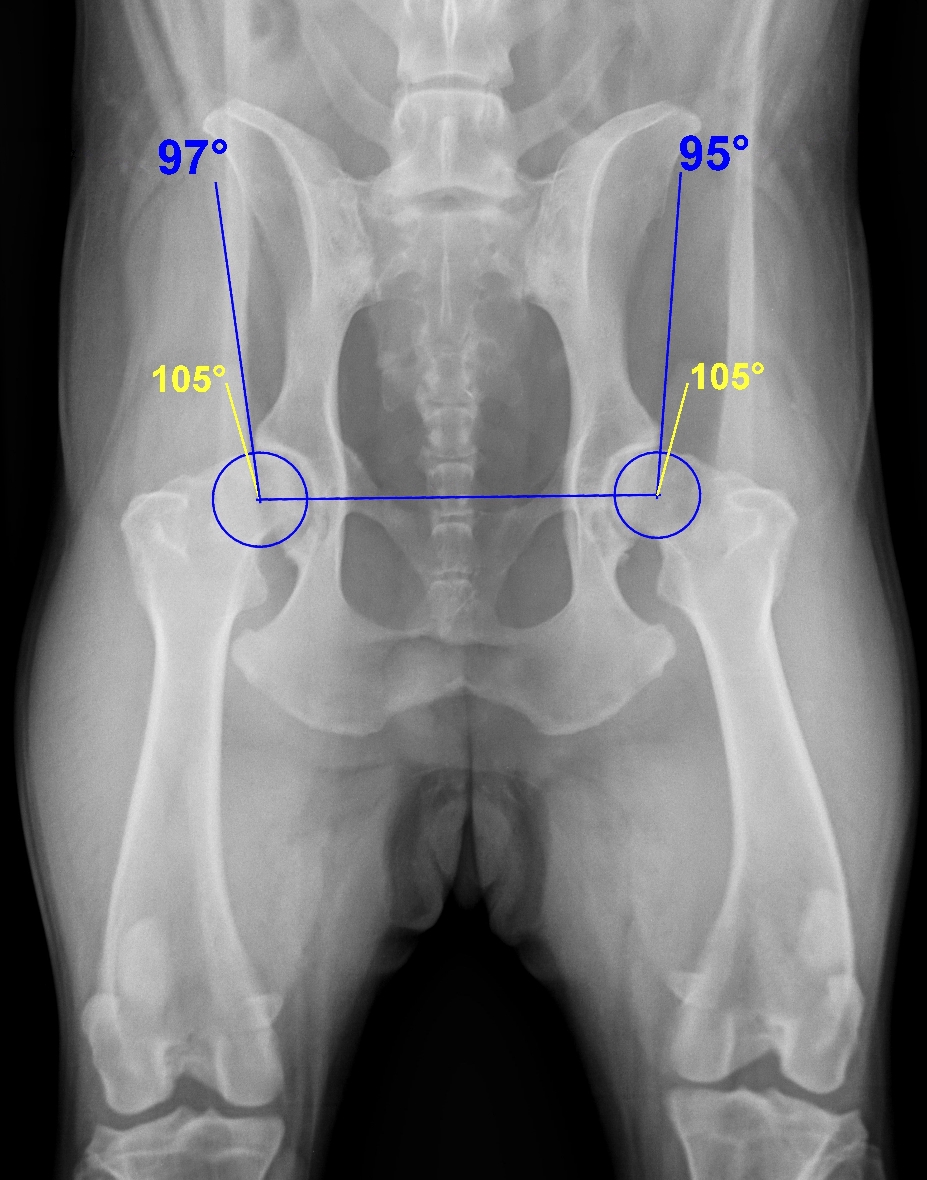
Anwendung des Norberg-Winkels zur Abschätzung des Schweregrades einer Hüftgelenksdysplasie (Rottweiler). Die gelben Schenkel geben den minimalen Grenzwert für HD-Freiheit, die blauen Schenkel den tatsächlichen Winkel an. Ein blauer Kreis markiert jeweils den Oberschenkelkopf.

Die Ausprägung klinischer Symptome einer HD variiert in Abhängigkeit vom Alter bzw. Stadium der Krankheit. Bei relativ jungen Tieren, im Alter von einem halben bis einem Jahr, kommt es zu Schmerzen, weil der Kopf des Oberschenkelknochens in der Hüftgelenkspfanne (Acetabulum) nur ungenügenden Halt findet und durch seine abnorme Beweglichkeit schmerzregistrierende Nervenfasern der Knochenhaut des Pfannenrandes gereizt werden. Ältere Tiere bilden Schmerzen eher infolge fortschreitender degenerativer Veränderungen (Arthrosen) des Hüftgelenkes aus.
Eine beginnende HD äußert sich in zunehmenden Schmerzen bei Spaziergängen, der Hund will nicht mehr weit laufen, setzt sich öfter hin, schreit beim Spielen gelegentlich auf und zeigt einen instabilen Gang. Beim Vorführen der Hintergliedmaße wird das Becken in Richtung der vorgeführten Gliedmaße seitwärts bewegt (LSÜ-twist). Bei Bewegungen des Gelenkes kann ein Knacken, Klicken oder Knirschen des Gelenks hörbar sein. Bei Feststellung eines der Symptome ist der sofortige Gang zum Tierarzt ratsam.

### Palpation
Bereits über Belastung einzelner Gelenke können auch unklare Lahmheiten der Hintergliedmaße beim Vorliegen einer HD oft rasch dem Hüftgelenk zugeordnet werden. Die Bewertung einer schweren Hüftdysplasie macht häufig spezielle Tests erforderlich, um eine Aussage über die Gelenkstabilität treffen zu können. Am häufigsten wird der Ortolani-Test verwendet: Der Oberschenkel wird beim auf der gesunden Seite liegenden Tier im rechten Winkel zur Wirbelsäule gelagert. Eine auf das Kniegelenk aufgelegte Hand schiebt nun unter starkem Druck den Oberschenkelknochen in Richtung Wirbelsäule. Bei starker Instabilität des Gelenkes kommt es dadurch zur Luxation oder Subluxation des Hüftgelenkes. Wird nun der Oberschenkel von der Körperachse weggeführt, gleitet der Oberschenkelkopf mit einem Klickgeräusch (Ortolani-Klick) in die Pfanne zurück.
Dieser Test sollte möglichst nur von einem Tierarzt durchgeführt werden, unter Umständen in Narkose.

### Röntgen
Eine zuverlässige Möglichkeit, den Schweregrad der Erkrankung zu erkennen, ist die Röntgenuntersuchung. Dabei müssen die Gelenke überstreckt werden, was beim Vorliegen einer HD starke Schmerzen verursacht. Daher wird sie unter Kurznarkose durchgeführt. Voraussetzung für eine aussagekräftige Diagnose ist die exakte Positionierung des Tieres in Rückenlage mit gestreckten, parallel gelagerten Oberschenkeln und rechtwinklig zum Strahlengang eingedrehten Kniescheiben. Die ordnungsgemäße Lagerung kann anhand der Form der Foramina obturatoria, der Form der Darmbeinschaufeln, der Breite der Darmbeinsäulen und der Position der Kniescheiben beurteilt werden. Zusätzliche Aufnahmen können in „Froschhaltung“ der Oberschenkel oder im seitlichen (latero-lateralen) Strahlengang erfolgen, in Deutschland wird dies nur bei Obergutachten durchgeführt.
Man unterscheidet bei der Beurteilung primäre Kriterien wie die Ausformung des Hüftgelenks und Feststellung einer Inkongruenz, der Grad der Lockerheit des Gelenks und die Ausformung der Gelenkpfanne und des Hüfkopfes sowie sekundäre Kriterien, welche auf eine Arthrose hinweisen.
Die züchterische Auswertung von HD-Aufnahmen ist im VDH nur durch von den Rassezuchtverbänden zugelassene Gutachter möglich, an die der praktizierende Tierarzt die Röntgenbilder einschickt.

#### Primäre Kriterien
Die Beckenpfanne sollte tief ausgebildet sein und mit dem Kopf des Oberschenkelknochens einen gleichmäßigen, schmalen und parallel verlaufenden Gelenkspalt bilden. Die vordere Kontur des Acetabulums sollte rund auslaufen. Die Verdichtung (Sklerose) am vorderen Pfannenrand sollte gleichmäßig und fein gezeichnet sein. Ist sie zum seitlichen Pfannenrand hin betont und nach innen vermindert spricht dies für eine stärkere Belastung des äußeren Gelenkbereiches und damit für eine erhöhte Instabilität. Der gesunde Hüftkopf ist kugelförmig, ohne Auflagerungen und sein Zentrum liegt innenseitig des oberen Pfannenrandes.
Ein wesentliches Auswertungskriterium ist der Norberg-Winkel. Er ist als der Winkel definiert, der zwischen der Verbindungslinie der Zentren der beiden Oberschenkelköpfe und dem jeweiligen vorderen Pfannenrand abgetragen wird (siehe Abbildung). Bei einem HD-freien Tier sollte er mehr als 105° betragen (gelbe Linien).
Die Ausbildung der Hüftgelenke und der Norbergwinkel zeigen aber auch einige rassetypische Variationen, was bei der Auswertung durch die vom jeweiligen Zuchtverband bestallten Gutachter Berücksichtigung findet.

#### Sekundäre Kriterien

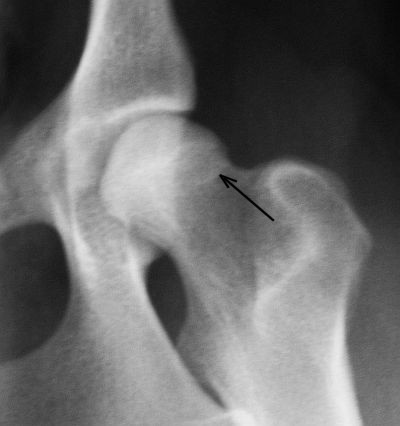
Morgan-Linie

Sekundäre Kriterien sind Hinweise auf arthrotische Prozesse infolge der Fehlbelastung. Dazu gehören Verformungen und „Lippenbildung“ am Hüftkopf, walzenförmige Verdickungen des Oberschenkelhalses, Randwülste an der Gelenkpfanne, unter dem Knorpel befindliche Verdichtungen der Knochensubstanz im Pfannenbereich und die Anlagerung von Knochenmaterial (Osteophyten) am Ansatz der Gelenkkapsel (Morgan-Linie, caudodorsal curvilinear osteophyte, CCO). Die Morgan-Linie ist ein sensitiver Frühmarker für eine Instabilität im Hüftgelenk, allerdings haben nicht alle Tiere mit einer Morgan-Linie auch eine Dysplasie oder Arthrose.

### Schweregrade
Üblicherweise wird zwischen fünf verschiedenen Schweregraden unterschieden. Die Angaben in Prozent beziehen sich auf eine Untersuchung von 3749 Hunden in den Jahren 1991–1994 in der Schweiz und geben die Verteilung der Hunde auf die verschiedenen HD-Grade an.
| A | HD-Frei     | In jeder Hinsicht unauffällige Gelenke, Norberg-Winkel 105° oder mehr. Manchmal noch A1 wenn der Pfannenrand den Oberschenkelknochen noch weiter umgreift.                                                | 25 % |
| B | HD-Verdacht | Schenkelkopf oder Pfannendach sind leicht ungleichmäßig und der Norberg-Winkel beträgt 105° (oder mehr), oder Norberg-Winkel kleiner als 105° aber gleichförmiger Schenkelkopf und Pfannendach.           | 33 % |
| C | Leichte HD  | Oberschenkelkopf und Gelenkpfanne sind ungleichmäßig, Norberg-Winkel 100° oder kleiner. Eventuell leichte arthrotische Veränderungen.                                                                     | 27 % |
| D | Mittlere HD | Oberschenkelkopf und Gelenkpfanne sind deutlich ungleichmäßig mit Teilverrenkungen. Norberg-Winkel größer 90°. Es kommt zu arthrotischen Veränderungen und/oder Veränderungen des Pfannenrandes.          | 11 % |
| E | Schwere HD  | Auffällige Veränderungen an den Hüftgelenken (beispielsweise Teilverrenkungen), Norberg-Winkel unter 90°, der Pfannenrand ist deutlich abgeflacht. Es kommt zu verschiedenen arthrotischen Veränderungen. | 4 %  |

Bisweilen werden die Grade A-D noch in A1 und A2, B1 und B2, C1 und C2 sowie D1 und D2 aufgeteilt.

## Differentialdiagnosen
Diagnostisch muss eine Hüftgelenksdysplasie von anderen Störungen des Skelettsystems abgegrenzt werden. Neben Knochenbrüchen und Luxationen sind dies bei großen Hunderassen vor allem Tumoren der Knochen, welche im Bereich des Oberschenkelknochens relativ häufig auftreten. Bei kleinwüchsigen Tieren muss die aseptische Femurkopfnekrose (Legg-Calvé-Perthes-Krankheit) abgegrenzt werden. Weiterhin treten bei schnellwachsenden Hunden häufig Ablösungen des Gelenkknorpels auf (Osteochondrosis dissecans), die ebenfalls schmerzhaft sind. Ferner sind Erkrankungen des Kniegelenks (z. B. Kreuzbandriss), Beckenbrüche und Erkrankungen der Wirbelsäule (Bandscheibenvorfall, vor allem bei kleinen Hunderassen) sowie Instabilität am Lenden-Kreuzbeinübergang der Wirbelsäule (Cauda-equina-Syndrom, häufiger beim Deutschen Schäferhund) auszuschließen.

## Behandlung
Man kann HD nicht heilen, sondern nur das Auftreten klinischer Symptome und das Fortschreiten der Krankheit hinauszögern oder die Schmerzen reduzieren. Je häufiger der Hund bestimmte Bewegungsabläufe ausführt, desto schneller verschleißt die Hüfte. Zu diesen Bewegungen gehören vor allem jene, die die Gelenke besonders stauchen, wie Treppenlaufen, Springen auf harten Untergründen und ähnliche. Man kann dem Hund mit frühzeitigem Erkennen und richtigem Umgang mit der Krankheit ein normales Leben ermöglichen.
Es gibt folgende Behandlungsmöglichkeiten:
- Medikamentöse Therapie mit entzündungshemmenden und schmerzstillenden Medikamenten (Antiphlogistika)
- PIN-Operation: Durchtrennung oder Entfernung des Musculus pectineus sowie Umschneiden des Gelenkkapselrandes zur Unterbindung der schmerzleitenden Nervenfasern. Dies ist eine sehr effektive Schmerztherapie, deren Wirkung mehrere Jahre anhält.
- Kapselraffung: Hierbei wird die Gelenkkapsel chirurgisch gestrafft. Die Operation ist nur bei jungen Tieren sinnvoll, wenn noch keine deutlichen Abnutzungserscheinungen aufgetreten sind und verhindert die Subluxationen und damit ein Fortschreiten der Erkrankung.[7]
- Osteotomie des Beckens: Dazu werden alle drei Beckenknochen (Darmbein, Sitzbein und Schambein) durchtrennt, das Becken etwas zur Seite gekippt und die Knochen anschließend wieder durch Osteosynthese verbunden. Ziel ist es, dass der Oberschenkelkopf wieder besser zur Hüftgelenkspfanne steht. Diese Operation ist aufwändig und nur bei jungen Hunden anzuraten, bei denen noch keine sichtbaren Veränderungen an der Gestalt des Femurkopfs im Sinne einer beginnenden Arthrose bestehen.
- Das Einsetzen eines künstlichen Hüftgelenkes ist eine sehr kostenintensive Behandlung. Die Operation führt im Regelfall zur Beschwerdefreiheit bis ins hohe Alter. Es ist wichtig, den Hund beim anschließenden Muskelaufbau durch viel Bewegung zu unterstützen. Laufen am Fahrrad und Schwimmen sind ideal. Gute Resultate werden auch mit der zusätzlichen Medikation von Muskelaufbaupräparaten erzielt.
- Femurkopfresektion: Dabei wird der Gelenkkopf des Oberschenkelknochens (Caput ossis femoris) entfernt, worauf sich eine bindegewebige Verbindung zwischen Becken und Oberschenkelknochen entwickelt. Verbunden mit intensiver Physiotherapie bietet diese Methode gute Chancen, ein schmerzfreies Leben zu führen. Häufig bleibt durch diese Behandlungsmethode jedoch eine dauerhafte Funktionsstörung zurück.
- Stammzellentherapie: Mit der Stammzellentherapie ist es möglich, Knorpel wieder aufzubauen und eine Schmerzreduktion herbeizuführen.[8]
- Goldimplantation: Diese Behandlungsmethode ist in den Bereich der Alternativmedizin einzuordnen, ihre Wirksamkeit ist nicht belegt.
- Physiotherapie: zur Schmerzlinderung und zum Muskelaufbau.
- Orthopädisches Hundebett: zur Schmerzlinderung, eine Wirkung ist jedoch nicht nachgewiesen.

## Vorbeugung
Eine Verhinderung des Fortschreitens kann durch richtige Ernährung und nicht zu viel Sport – vor allem durch wenig Belastung und das Vermeiden von Stauchen und Überdehnen des Hüftgelenkes – erreicht werden. Eine Physiotherapie kann durch den gezielten Aufbau der Becken- und Oberschenkelmuskulatur das Hüftgelenk entlasten. Die Zugabe von knorpelaufbauenden Zusatzfuttermitteln ist ebenfalls möglich.
Zur Vermeidung der Weitervererbung der Fehlbildung ist bei den meisten Hundezuchtverbänden eine Bescheinigung der HD-Freiheit zur Zuchtzulassung erforderlich. Aber auch die Paarung aus HD-freien Elterntieren bietet keine Garantie, dass die Nachkommen HD-frei sind. Viele Zuchtverbände wenden bei der Selektion auch eine Zuchtwertschätzung an.